# Ekerken
Ekerken (Eichhörnchen) ist, laut Von Zauberern, Hexen und Unholden von J. Vallick, ein hilfreicher Kobold, der im Herzogtum Kleve auf einem Bauernhof aushilft.
Seine Pflichten beinhalten dabei sowohl das Füttern der Pferde, als auch das Bestrafen nachlässiger Gesellen. Des Nachts allerdings liegt er bei den Dienstmädchen, um ihnen an ihrem „heimlichen und verborgenen Haar“ zu zupfen, da er allerdings überwiegend unsichtbar ist, sieht man meist nur eine kleine Hand. Bei den Brüdern Grimm heißt es von ihm: „Bei dem Dorf Elten, eine halbe Meile von Emmerich im Herzogtum Kleve, war ein Geist, den die gemeinen Leute Ekerken zu nennen pflegten. Er sprang auf der Landstraße umher und neckte und plagte die Reisenden auf alle Weise. Etliche schlug er, andere warf er von den Pferden ab, anderen kehrte er Karrn und Wagen unterst zuoberst. Man sah aber mit Augen von ihm nichts als eine menschlich gestaltete Hand.“
Aufgrund der späteren Hexenprozesse wird der Ekerken als Incubus der Leibeigenen bezeichnet, was vermutlich auf seine nächtlichen Gewohnheiten zurückzuführen ist und es heißt, dass er nur vertrieben werden könne, wenn man die jeweilige Frau als Hexe verbrenne.